# 张仲素
张仲素（约769年—819年），唐代诗人，字绘之，河间（今属河北献县）人。
父张应，官安南都护。贞元十四年李随榜进士 ，与李翱 、吕温同年，早年為秘書省校書郎。後任武寧军从事。元和十年（815年）左右升迁為司勋员外郎。元和十四年（819年）三月二十八日迁中书舍人，当年卒，赠礼部侍郎。主要作品有《春闺思》《秋夜曲》《玉绳低建章》《陇上行》《塞下曲五首》《秋思二首》《燕子楼诗三首》《上元日听太清宫步虚》等，其中以《春闺思》和《秋夜曲》最为著名。作品题材以写征人思妇为主，亦有描写宫乐春旅之作品。胡应麟在《诗薮》评价其作品云：江宁之后，仲素得其遗响，《秋闺》《塞下》诸曲俱工。与令狐楚、王涯有诗歌唱和，编为《三舍人集》，今存；另有《词圆》十卷、《赋柩》三卷，均佚。《全唐诗》存诗一卷。有孙张濬。